# Harland Sanders Café and Museum
El Harland Sanders Café es un restaurante Estadounidense histórico ubicado en Corbin, Kentucky. El coronel Harland Sanders, fundador de Kentucky Fried Chicken, operó el restaurante de 1940 a 1956. Sanders también desarrolló la famosa receta secreta de KFC en el café durante la década de 1940. Fue agregado al Registro Nacional de Lugares Históricos el 7 de agosto de 1990.

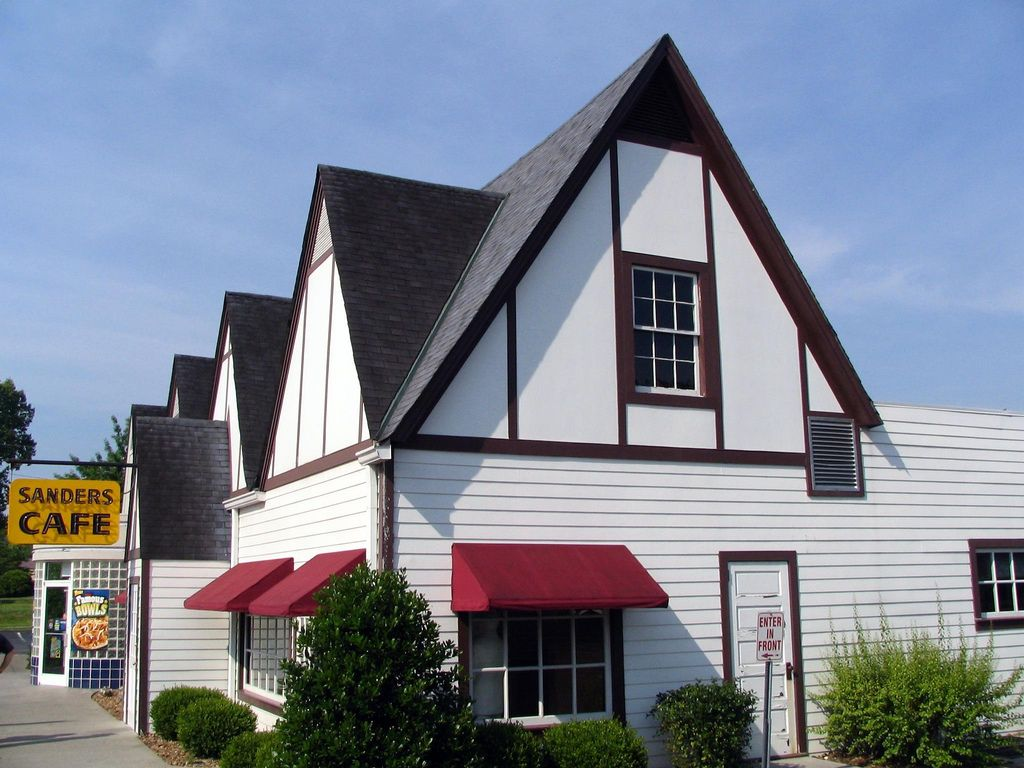
Frontis de Sanders Cafe and Museum

## Historia
Después de mudarse a Corbin en 1930, Sanders abrió una estación de servicio frente a la ubicación actual del Harland Sanders Café a lo largo de la ruta 25 de los EE. UU. Sanders sirvió comidas para los viajeros en la parte trasera de la estación de servicio en su propia mesa de comedor, con capacidad para seis personas.  En 1937, las habilidades culinarias de Sanders se hicieron bien conocidas y construyó el Sanders Café, con capacidad para 142 personas. Dos años más tarde, el restaurante fue destruido por un incendio.